# Consolidamento parenchimale polmonare
Un consolidamento parenchimale polmonare è una regione di tessuto polmonare, normalmente comprimibile, che si è riempito di liquido invece che di aria. La condizione è caratterizzata da indurimento (gonfiore o indurimento del tessuto normalmente molle) di un polmone normalmente aerato. È considerato un segno radiologico. Il consolidamento avviene attraverso l'accumulo di essudato cellulare infiammatorio negli alveoli e nei dotti adiacenti. Il liquido può essere conseguente a edema polmonare, essudato infiammatorio, pus, acqua inalata o sangue (da albero bronchiale o emorragia da un'arteria polmonare). Per la diagnosi di polmonite deve essere presente un consolidamento: i segni della polmonite lobare sono caratteristici e riferiti clinicamente.